# Basilica di San Martino (Bingen am Rhein)

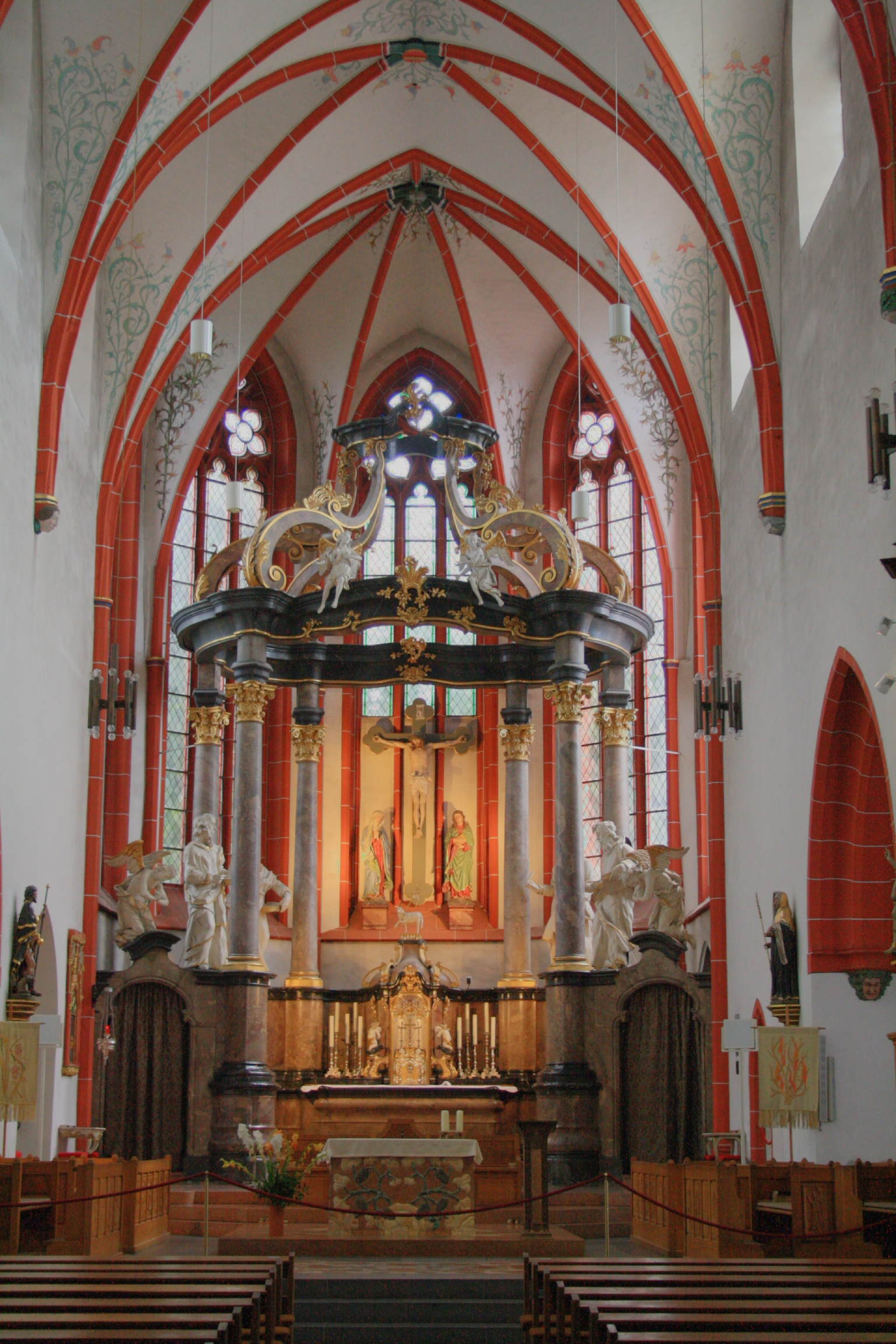
L'interno

La basilica di San Martino (in tedesco: Basilika St. Martin) è la chiesa principale della città di Bingen am Rhein, in Assia Renana.
La chiesa si trova sulla riva della Nahe. Fu restaurata e ammodernata più volte, così che risulta una fusione di diversi stili; intorno all'anno 793 fu costruita la cripta, che è una delle cripte più vecchie dell'Austrasia.
La chiesa è dedicata a san Martino di Tours, che è rappresentato sopra l'entrata principale e in numerosi affreschi, nonché nel polittico.

## Storia
La chiesa fu edificata nel V secolo dove sorgeva un tempio di Mercurio, e subì diversi interventi di ampliamento nel corso dei secoli.
La chiesa primitiva venne ricostruita nell'883 e una seconda volta, dopo un incendio, nel 1220.
Villigiso di Magonza diede anche all'allora chiesa di San Martino il rango di chiesa collegiata. Nel 1286 Pietro di Aspelt ottenne il beneficio di prevosto della chiesa, che comportava un canonicato della cattedrale di Magonza. Nel 1416 la chiesa venne ampliata e rimodellata secondo i dettami dello stile gotico lombardo; nel 1505 fu impreziosita da alcune opere.
La chiesa è basilica minore dal 1930.

## Descrizione
La basilica di San Martino, all'esterno, è dominata dalle due cuspidi del tiburio e del campanile della facciata. Quest'ultima, rimasta incompiuta, nel progetto originario era stata ideata con due campanili gemelli ai lati, ma di questi ne fu realizzato solo uno, quello di destra. Al centro del prospetto, sopra il portale a sesto acuto, si trova la grande trifora gotica.
L'interno a tre navate della chiesa, come l'esterno, è caratterizzato dall'alternarsi del colore bianco dell'intonaco che riveste le pareti e dal rosso dei mattoni che evidenzia le strutture portanti dell'edificio. Alla base dei pennacchi e intorno alla chiave di ciascuna volta a crociera della navata centrale, si trovano degli affreschi con tema floreale.
Sulla cantoria in controfacciata si trova l'organo a canne; esso venne costruito nel 1971 dall'organaro tedesco Paul Ott. Racchiuso entro una cassa lignea di fattura geometrica con positivo tergale, dispone di 46 registri ed è a trasmissione mista, meccanica per i manuali e il pedale, elettronica per i registri e le combinazioni. La sua consolle ha quattro tastiere e pedaliera.
Nell'abside poligonale vi è l'altare maggiore barocco con ciborio sorretto da colonne corinzie, preceduto dagli stalli lignei del coro, posti ai lati del presbiterio post-conciliare. Fra le opere d'arte della chiesa, spiccano il medioevale Polittico di San Martino, posto in una delle cappelle laterali, e il Trittico dell'Assunzione di Maria, opera di Anthonie Blocklandt van Montfoort che lo dipinse nel 1579.
Sotto l'abside, vi è la cripta dell'XI secolo.

## Galleria d'immagini

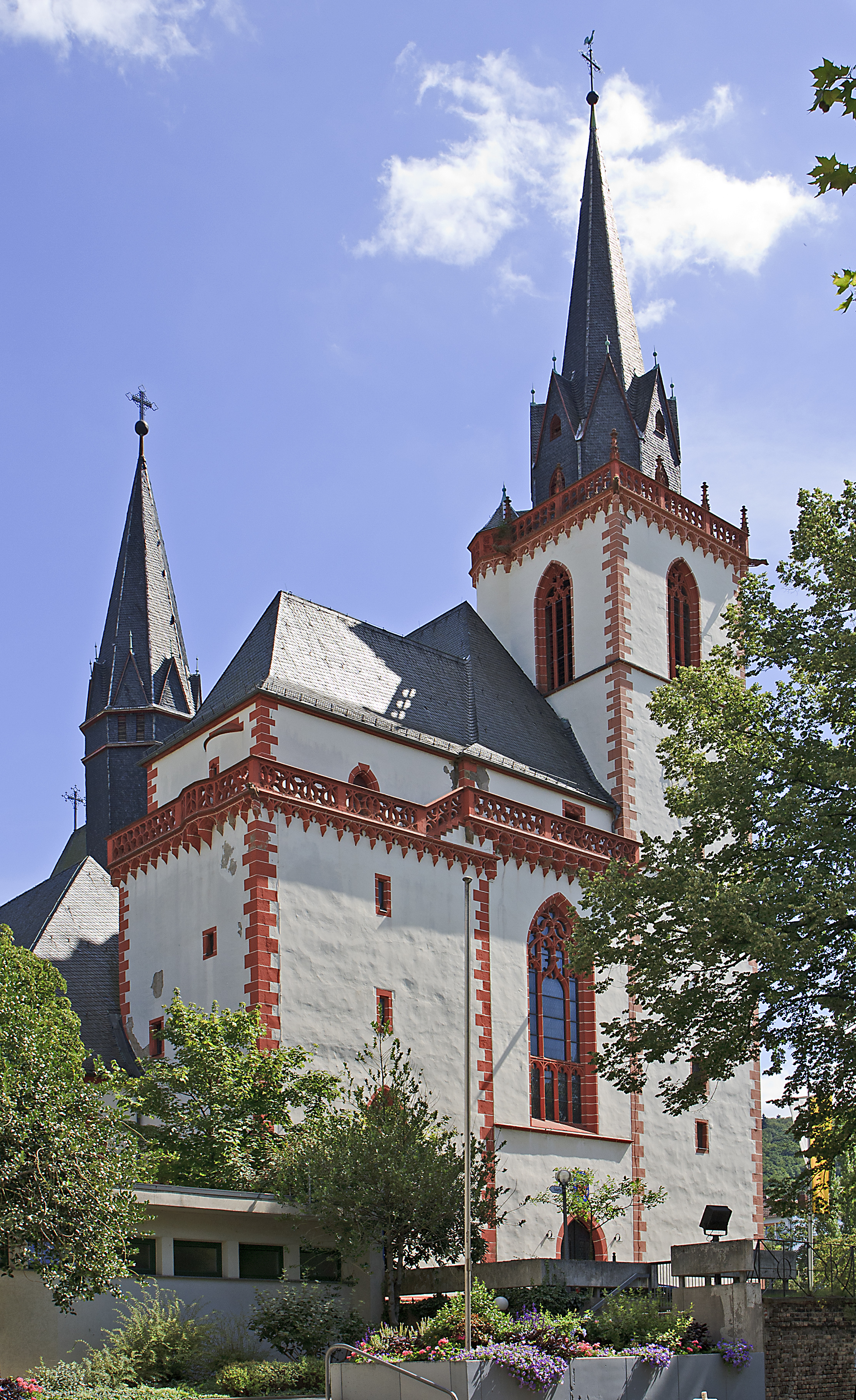
La facciata
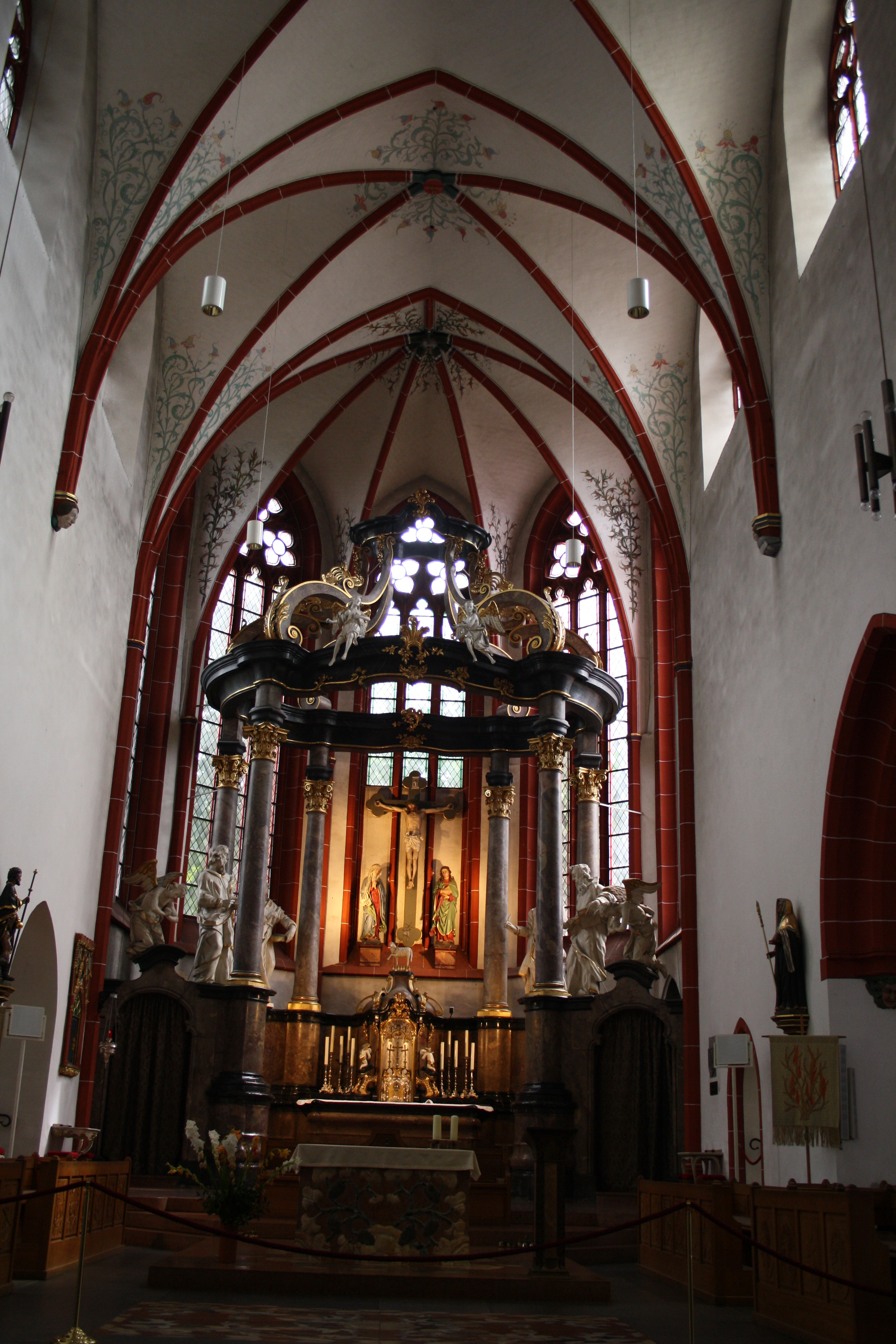
L'altare maggiore
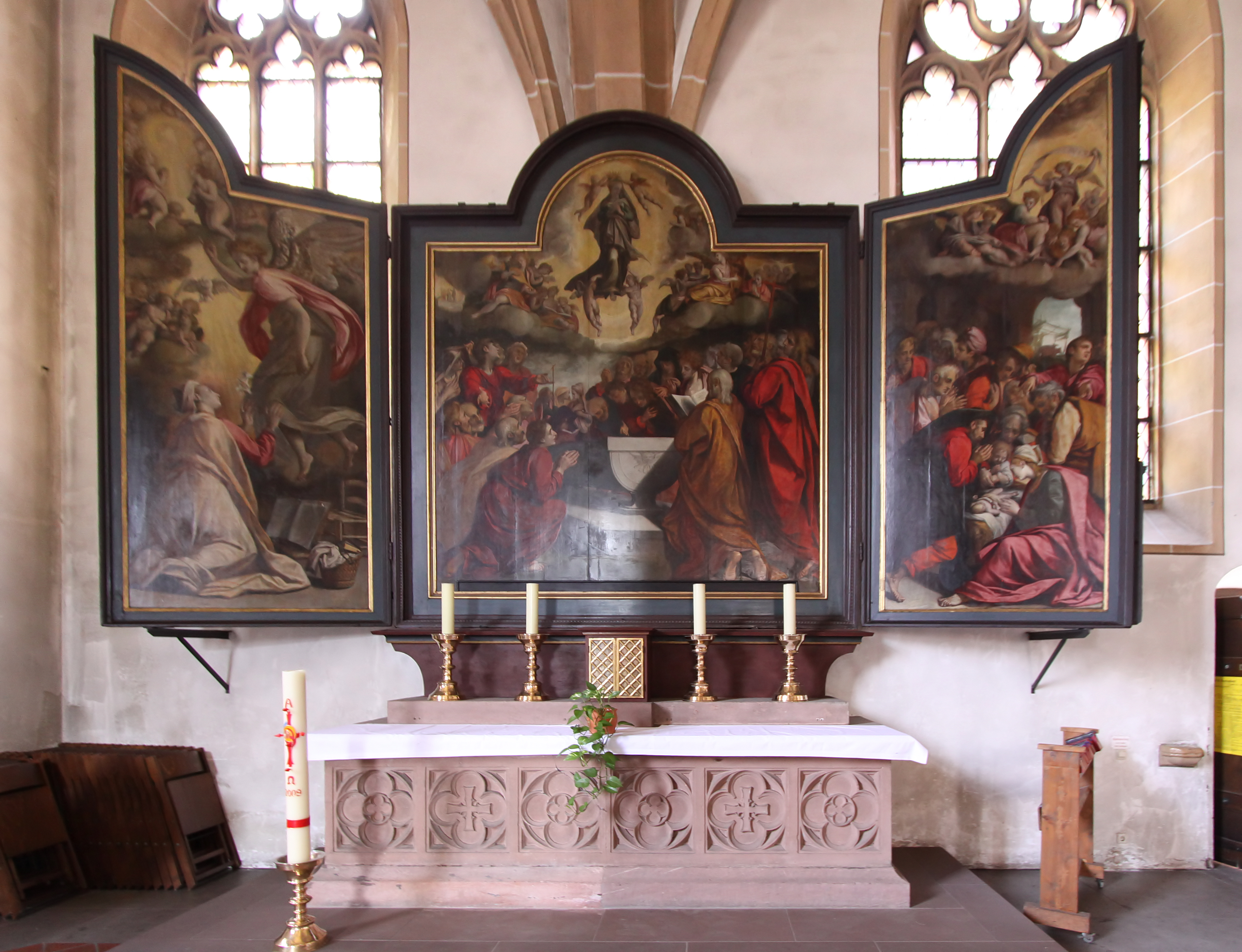
Assunzione di Maria di Anthonie Blocklandt van Montfoort
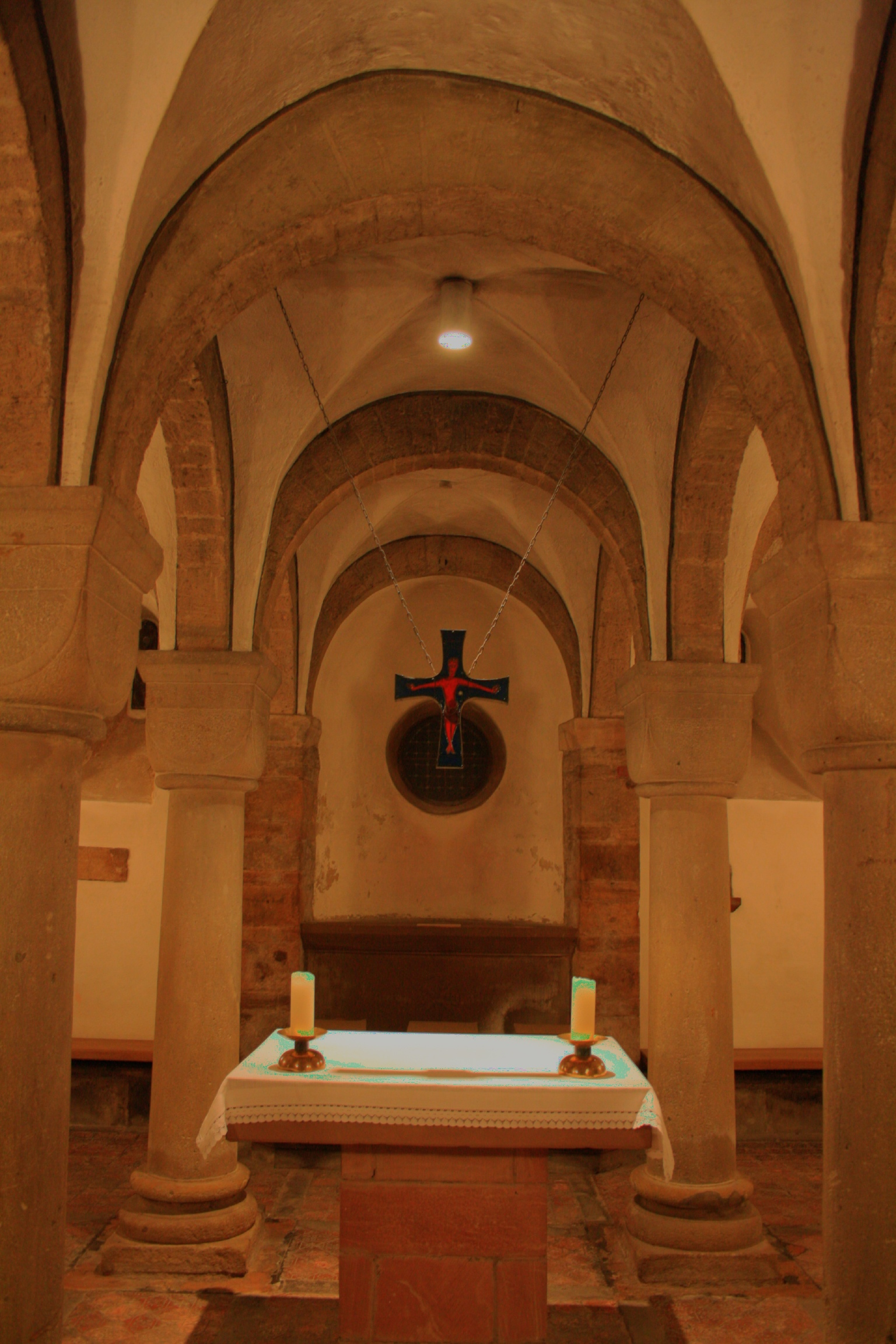
La cripta